# Kriegsstraße (Karlsruhe)
Die Kriegsstraße ist eine Straße in Karlsruhe. Als Teil der Bundesstraße 10 verbindet sie den Karlsruher Westen und Osten und bildet damit eine Hauptverkehrsader. Angelegt und benannt wurde die Straße um 1800.

## Lage und Verlauf
Die Kriegsstraße ist eine zentrale West-Ost-Verbindung südlich von Kaiserallee und -straße. Im Westen beginnt die Straße an der Kreuzung mit der Südtangente, südwestlich führt die Zeppelinstraße weiter. Zwischen der Straßenbahnhaltestelle „Kühler Krug“ und dem Weinbrennerplatz verlaufen auf der Fahrbahn ebenfalls Schienen der Straßenbahn, die hier in den Richtungsfahrbahnen aufgeteilt ist, zwischen denen eine Baumreihe mit schrägparkenden Autos verläuft.
Nachdem die Kriegsstraße die Lessingstraße kreuzt, verbreitert sie sich mehrmals. Am Karlstor, wo sie die Karlstraße kreuzt, führt die Straße einspurig neben der im Zuge der Kombilösung neugebauten Unterführung. Bis zum Beginn der Bauarbeiten im Zuge der Kombilösung bestand am Ettlinger Tor ebenfalls eine Unterführung. Ab dem Mendelssohnplatz verläuft die B10 weiter auf der Ludwig-Erhard-Allee, während die Kriegsstraße selbst nach einer Unterbrechung weiter nördlich parallel zur Ludwig-Erhard-Allee verläuft, bis kurz vor das Schloss Gottesaue.
In der Innenstadt-West befinden sich entlang der Kriegsstraße das Erbgroßherzogliche Palais, Sitz des Bundesgerichtshofes. Am Ettlinger Tor führt die Straße am gleichnamigen Einkaufszentrum Ettlinger Tor Karlsruhe vorbei, weiter in östlicher Richtung passiert sie das Badische Staatstheater.

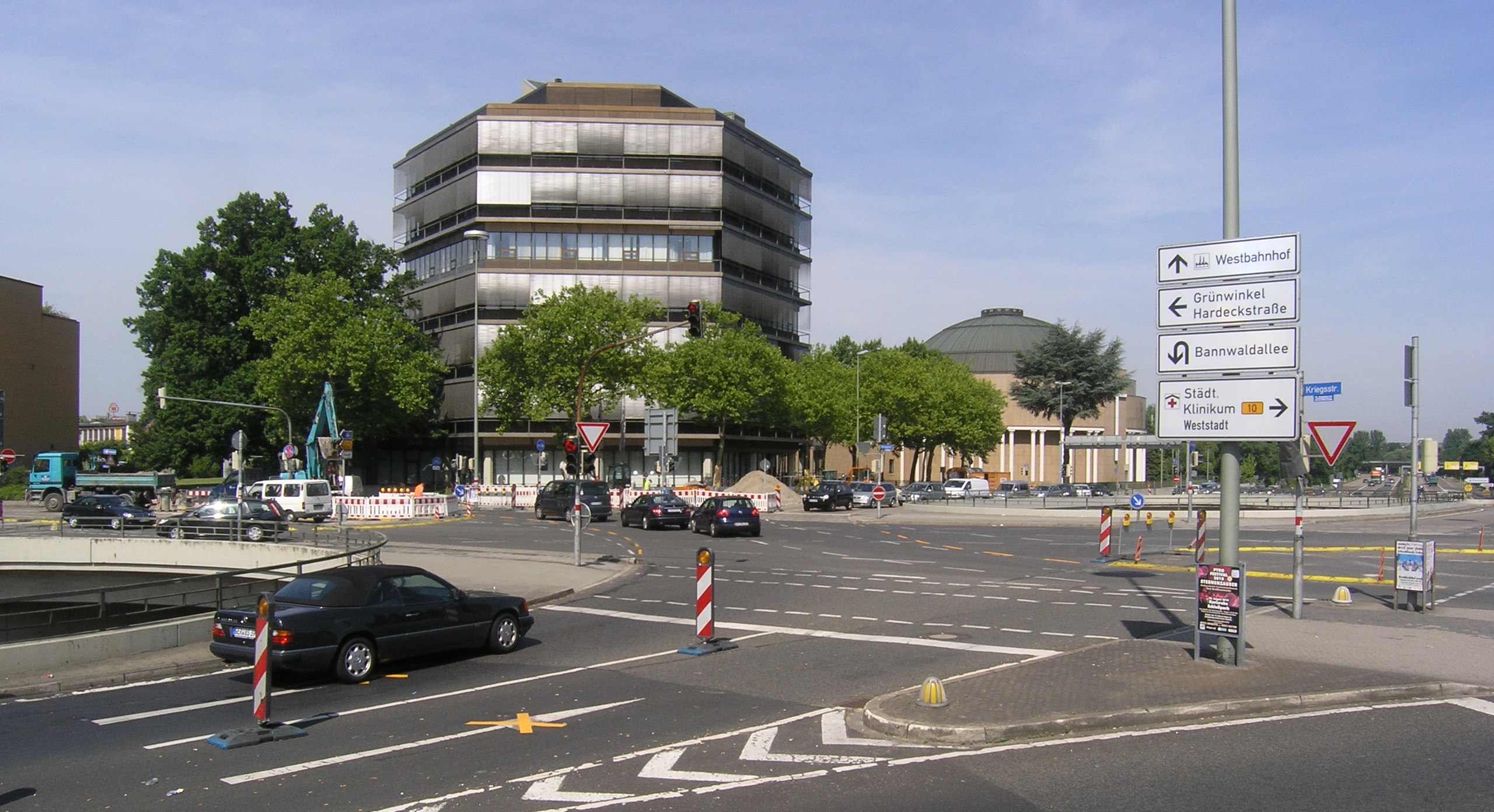
Kriegsstraße an der Kreuzung Kühler Krug in der Weststadt
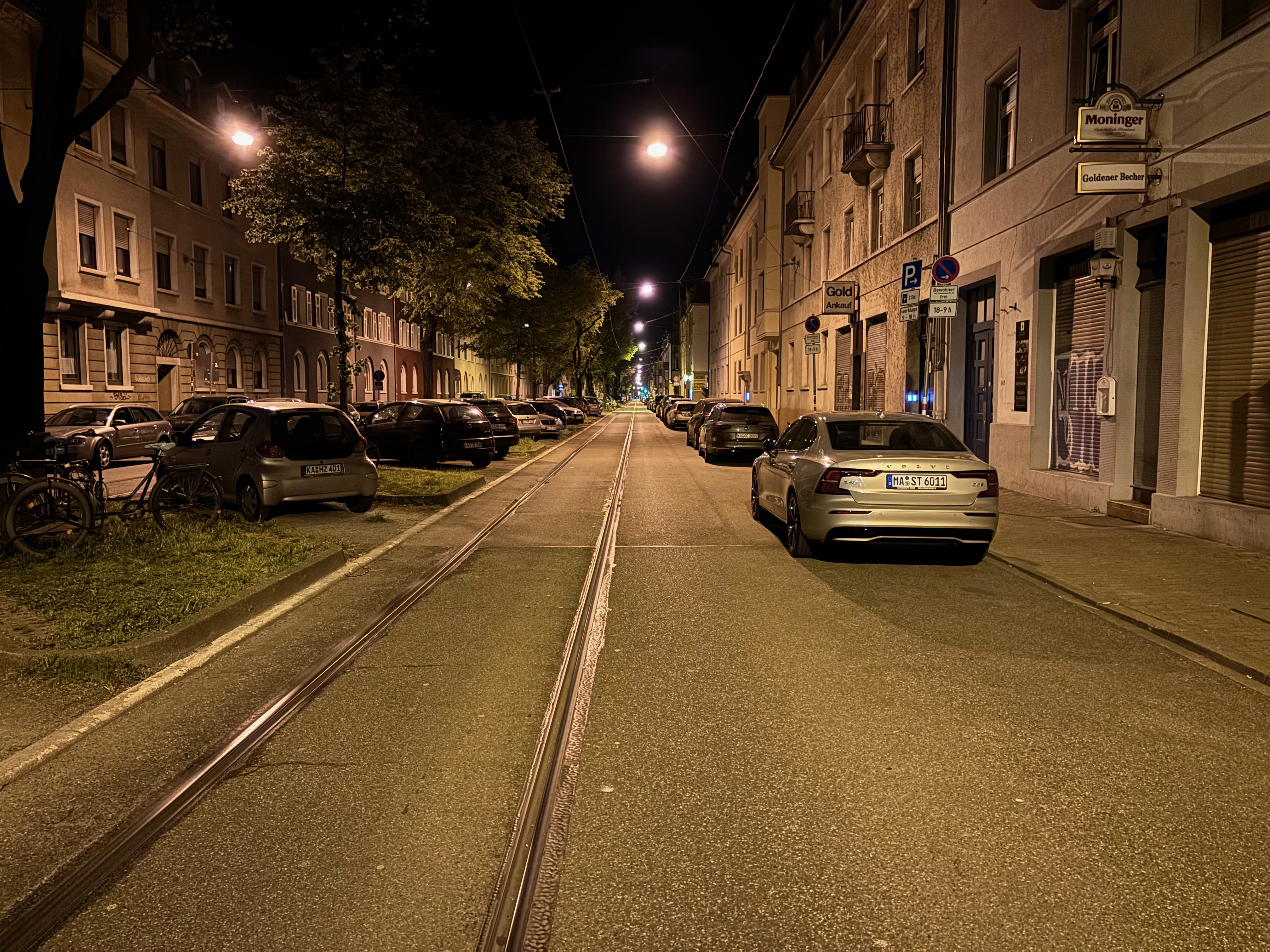
Kriegsstraße in der Weststadt
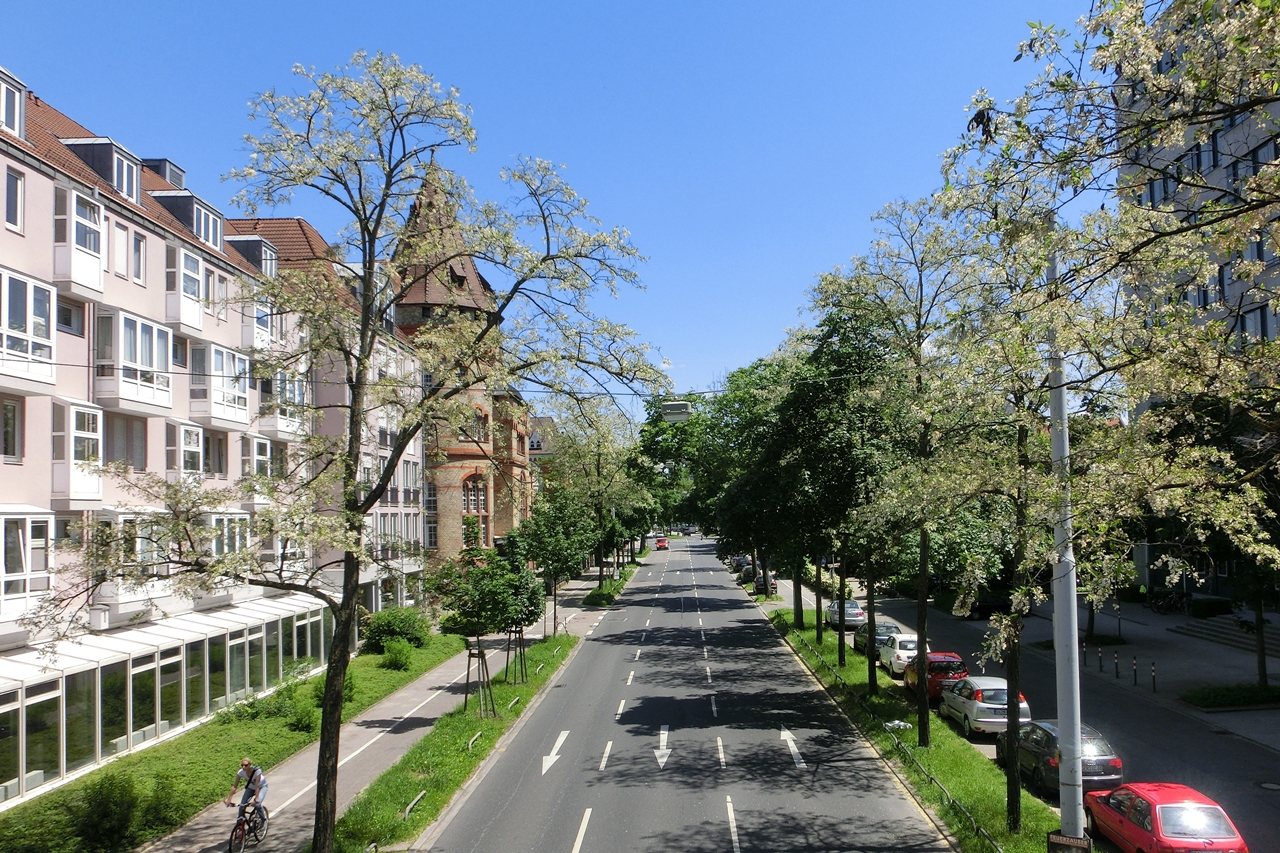
Kriegsstraße auf Höhe des Allianz-Gebäudes
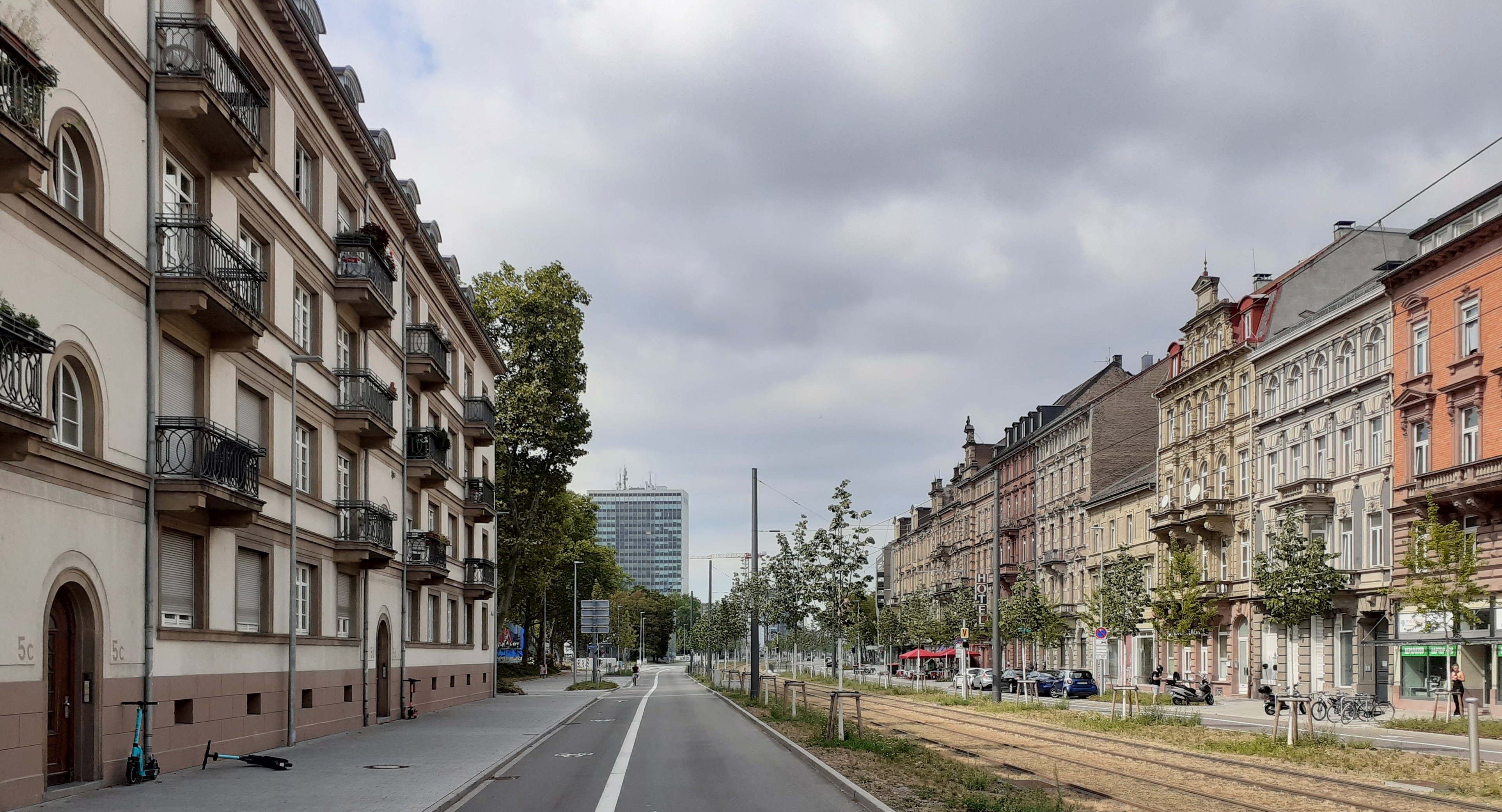
Blick nach Westen auf Höhe des Rüppurrer Tores

## Geschichte

### Entstehung und Stadtentwicklung im 19. Jahrhundert
Zu Beginn des 19. Jahrhunderts wurde die Kriegsstraße außerhalb der Stadttore Karlstor, Ettlinger Tor und Rüppurrer Tor als Umgehungsstraße für durchziehende Streitkräfte der Koalitionskriege gegen Frankreich angelegt, mit dem Ziel, die Karlsruher Bevölkerung zu schützen. Von 1799 bis 1805 entstand zunächst der Teil vom Ettlinger Tor nach Osten, in den Jahren 1809 und 1810 erfolgte die Verlängerung nach Westen.

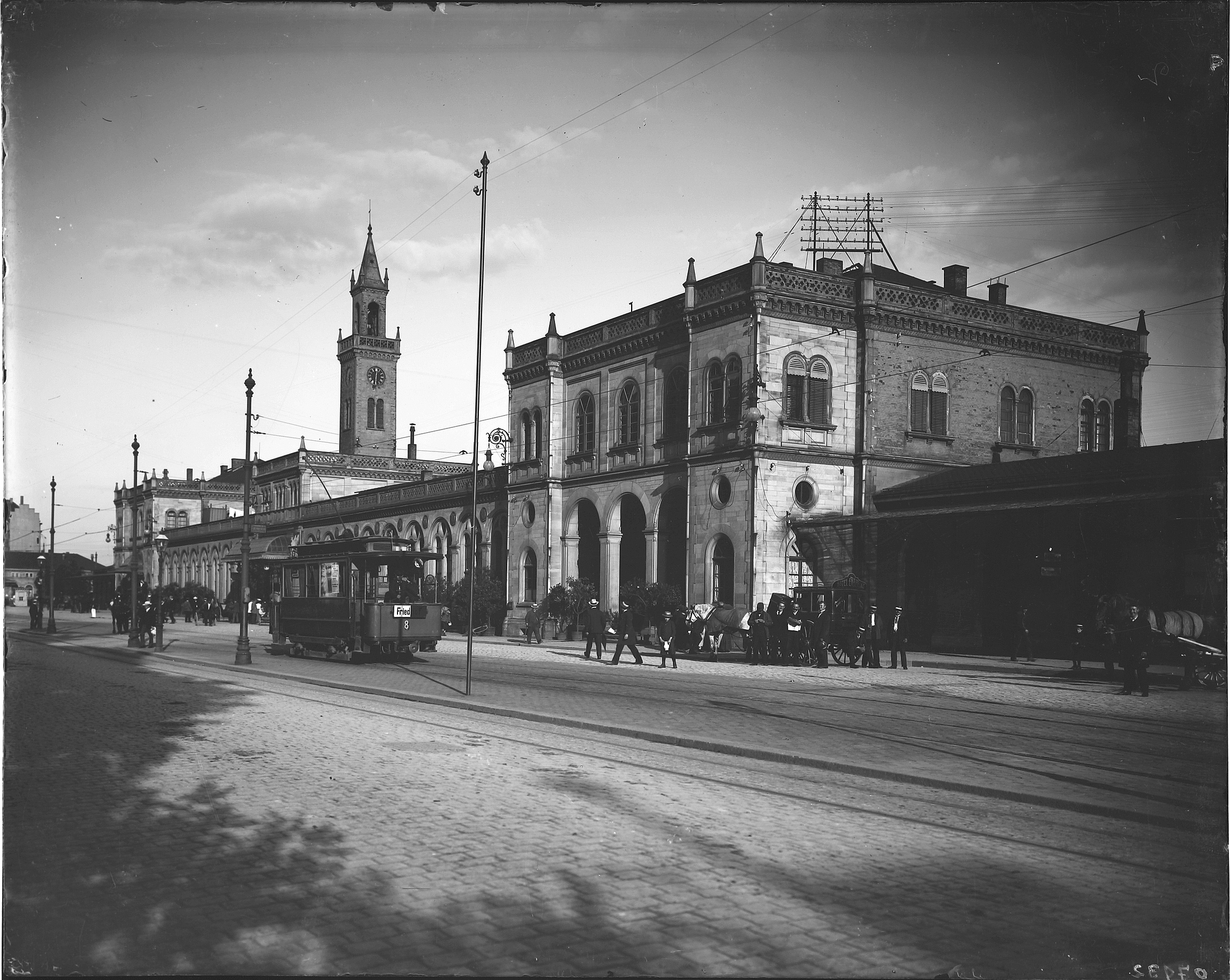
Alter Bahnhof, ca. 1910

Zwischen 1841 und 1843 wurde an der Kriegsstraße östlich des Ettlinger Tores der erste Bahnhof Karlsruhes gebaut. In den Jahren 1884 und 1885 wurde er erweitert und umgebaut. Südlich der Kriegsstraße und des Bahnhofs entstand die Südstadt, westlich der Ettlinger Straße die Südweststadt.
Zu den repräsentativen Bauten an der Kriegsstraße zählte das Palais Bürklin aus dem Jahr 1879. Ende des 19. Jahrhunderts wurde eine Verbreiterung der Kriegsstraße angegangen. Im Zuge dessen wurde der erste jüdische Friedhof Karlsruhes, der 1723 am jetzigen Mendelssohnplatz entstand, 1898 enteignet.

### Neuordnung und Ausbau im 20. Jahrhundert
Als der alte Bahnhof in der Folgezeit eine weitere Ausdehnung der Stadt behinderte, wurde 1902 der Bau eines neuen Bahnhofs südlich davon beschlossen, der 1913 in Betrieb ging. Das bisherige Bahnhofsgebäude wurde zunächst als Markthalle genutzt, an seiner Stelle befindet sich heute das 1975 fertiggestellte Badische Staatstheater.
Während des Ersten Weltkriegs zielten Fliegerangriffe auch auf Gebäude an der Kriegsstraße. Ebenso trafen im Verlauf des Zweiten Weltkriegs Fliegerbomben das Gebiet um die Kriegsstraße, unter anderem wurde das Palais Bürklin zerstört.
Ab Mitte der 1950er-Jahre wurde ein Verkehrslinienplan für Karlsruhe erarbeitet. Ende 1961 wurde der Plan vom Gemeinderat gebilligt, der unter anderem einen Ausbau der Kriegsstraße vorsah. Mehrere Denkmäler wurden verlegt. Im Zuge des Ausbaus wurde die Kriegsstraße zwischen Brauer- und Fritz-Erler-Straße zu einer vielstreifigen Hauptverkehrsstraße umgebaut. 1965 wurde die Unterführung am Ettlinger Tor für den Verkehr freigegeben, 1972 die Unterführung am Karlstor. In Höhe Nymphengarten verfügte die Kriegsstraße über insgesamt zehn Fahrstreifen: vier durchgehende, zwei Verflechtungsstreifen und je zwei Anliegerfahrstreifen. Zwei Fußgängerbrücken an der Ritterstraße und Lammstraße sowie zwei Fußgängerunterführungen an der Kreuzstraße und Hirschstraße ermöglichten das Queren der Straße, allerdings nicht barrierefrei.
In den 1960er-Jahren entstand am Ettlinger-Tor-Platz das markante Badenwerk-Hochhaus.
Die Fußgängerunterführungen am Ettlinger-Tor-Platz und am Badischen Staatstheater wurden 1966 eingeweiht, die Fußgängerbrücke bei der Lammstraße kurz darauf eröffnet.
1982 wurden die Gebäude der ehemaligen Brauerei Moninger größtenteils abgerissen und an der Stelle Wohn- beziehungsweise Geschäftsräume errichtet.

### Umgestaltung und Modernisierung seit den 1990er-Jahren
In den 1990er- und vor allem in den frühen 2000er-Jahren führten die hohe Verkehrsbelastung und die Barrierewirkung der Kriegsstraße zu politischen und stadtplanerischen Diskussionen über eine grundlegende Neugestaltung. Das Ziel war, die Kriegsstraße zwischen Karlstor und Ostauepark nachhaltig zu modernisieren, die Trennwirkung des Verkehrs zu verringern und die Aufenthaltsqualität spürbar zu steigern.
1996 wurde der Bahnübergang an der Wolfartsweierer Straße beseitigt, was mit dem Abbruch des Güterbahnhofs am Rüppurrer Tor einherging. Den Anfang für den Umbau machte der als „Kriegsstraße-Ost“ benannte Abschnitt. Dieser wurde in den Jahren 1996 bis 1998 zum Boulevard umgebaut. Die Kriegsstraße-Ost wurde 2007 in Ludwig-Erhard-Allee umbenannt. Die Fahrbahn der alten Kriegsstraße blieb östlich der Ostendstraße als Anliegerfahrbahn erhalten und behielt auch ihren Namen. Im Zuge der Bebauung des Geländes nördlich der Ludwig-Erhard-Allee wird diese aber abschnittsweise aufgehoben.
Für die Umgestaltung des innenstädtischen Abschnitts war die Verlegung eines Großteils des Autoverkehrs in einen Tunnel erforderlich. Im Jahr 2002 wurde hierfür die sogenannte Kombilösung beschlossen.
Im Laufe der Jahre gab es von verschiedenen Initiativen und Stadtratsfraktionen immer wieder – erfolglose – Vorstöße, um den Namen der Straße zu ändern, da einer der Karlsruher Hauptverkehrswege nicht weiter mit Krieg und Gewalt in Verbindung gebracht werden sollte. Der CDU-Ortsverband wollte die Kriegsstraße 2017 in Helmut-Kohl-Allee umbenennen, was aber nicht beschlossen wurde.

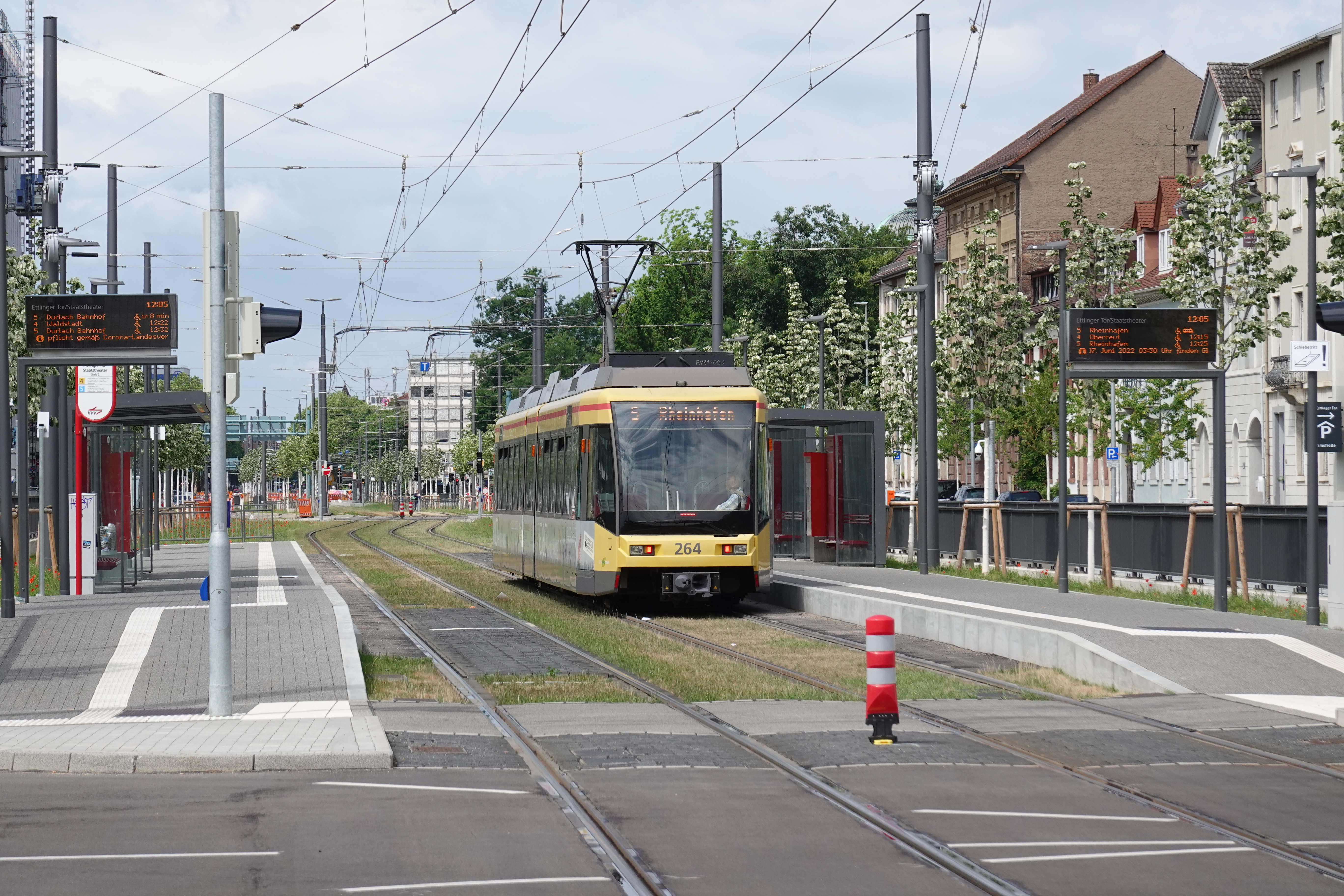
Im Rasengleis verläuft seit dem Umbau eine Straßenbahnstrecke, hier an der Haltestelle Ettlinger Tor/Staatstheater

Im Rahmen der Bauarbeiten zur Kombilösung wurde die Kriegsstraße vollständig umgebaut. Oberirdisch verlaufen heute eine Straßenbahntrasse im Rasengleis, beidseitige Radfahrstreifen und meist nur noch ein Fahrstreifen pro Richtung. Die Straße ist als Allee gestaltet, mit zwei bis vier Baumreihen. Haltestellen gibt es am Karlstor, Ettlinger Tor und Mendelssohnplatz. Unterirdisch führt der 1.400 Meter lange Karoline-Luise-Tunnel vom Karlstor bis zur Ludwig-Erhard-Allee. Am Einkaufszentrum Ettlinger Tor sowie an Ritterstraße und Lammstraße entstanden separate Ein- und Ausfahrtrampen. Die alten Fußgängerbrücken wurden abgebrochen und es entstanden ebenerdige Querungen. An einigen Abschnitten gibt es wegen der Parkhauszufahrt und Abbiegespuren mehr Fahrstreifen, insgesamt ist die Kriegsstraße aber deutlich schmaler und grüner gestaltet als zuvor. Der Umbau wurde 2017 begonnen und im Oktober 2022 fertiggestellt.
Der Umbau des Abschnitts westlich des Karoline‑Luise‑Tunnels ab der Ritterstraße bis zur Kreuzung Brauerstraße/Reinhold‑Frank‑Straße begann im April 2024 und wird voraussichtlich bis Juli 2026 dauern. Statt bisher drei durchgehender Fahrstreifen sind künftig jeweils nur noch zwei Fahrspuren pro Richtung vorgesehen, ergänzt durch je einen Radfahrstreifen pro Seite. An der Ritterstraße wurde erstmals seit über 50 Jahren wieder eine ebenerdige Querungsmöglichkeit für Fußgänger und Radfahrer geschaffen. Dadurch ist die Kriegsstraße an dieser Stelle nun barrierefrei überquerbar und die Verbindung zwischen den angrenzenden Stadtteilen verbessert.